# Lincolnshire
|  | Per a altres significats, vegeu «Lincolnshire (desambiguació)». |

Lincolnshire (pronunciat /ˈlɪŋkənʃər/ o /ˈlɪŋkənʃɪər/; abreujat Lincs) és un dels comtats d'Anglaterra, situat a la regió dels Midlands de l'Est. Limita amb els comtats de Norfolk, Cambridgeshire, Rutland, Leicestershire, Nottinghamshire, South Yorkshire, East Riding of Yorkshire i Northamptonshire. És del tipus comtat no metropolità, ja que la majoria de la població pertany a l'àmbit rural. En la seva economia té un lloc destacat l'agricultura i el turisme de costa, on els visitants poden trobar diversos parcs d'atraccions.
Lincolnshire va ser el comtat on va néixer el famós científic Isaac Newton.
El comtat cerimonial de Lincolnshire età format per nou districtes, dos dels quals són autoritats unitàries: Lincolnshire Nord i Lincolnshire Nord-est.té la particularitat que algunes poblacions no estan coberts pel servei de policia del mateix comtat sinó pel dels comtats veïns.
Als nascuts a Lincolnshire se'ls anomena panxesgrogues (Yellowbellies ). No és clar l'origen d'aquest sobrenom, però es creu que podria tenir a veure amb el color de les solapes de l'uniforme del X Regiment d'Infanteria, de fet, en l'escut heràldic del comtat es veuen dos oficials d'aquest exèrcit;però altres opinen que ve del nom d'una granota típica d'aquesta contrada.

## Geografia

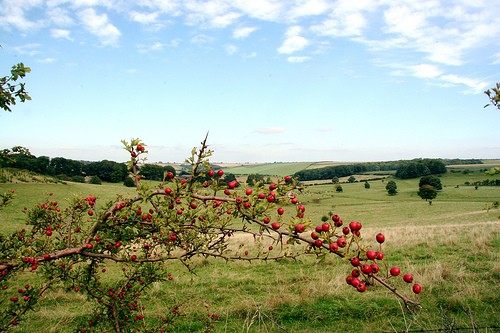
Els Lincolnshire Wolds.

La geografia de Lincolnshire és força variada, però es pot agrupar en les següents àrees:
- Els Wolds de Lincolnshire, una zona de turons arrodonits situada al nord-est del comtat, que està designada àrea d'especial bellesa natural (AONB).[3]
- Els Fens, una zona d'aiguamolls que domina el paisatge del quadrant sud-est.
- Els maresmes, que s'estenen al llarg de la costa.
- Els promontoris de Lincoln, una línia de penya-segats de pedra calcària que van de nord a sud ocupant la meitat oest del comtat.

El riu Humber separa el comtat de l'Riding Est de Yorkshire, al sud.
El comtat va patir un terratrèmol el 27 de febrer del 2008, que va assolir les magnituds 4,7 i 5,3 en l'escala de Richter, un dels més intensos que han afectat l'illa de la Gran Bretanya en els darrers anys.

## Història

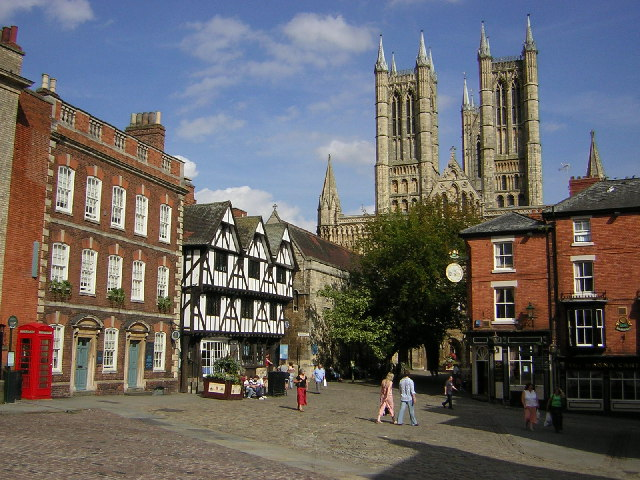
Lincoln, la capital del comtat.

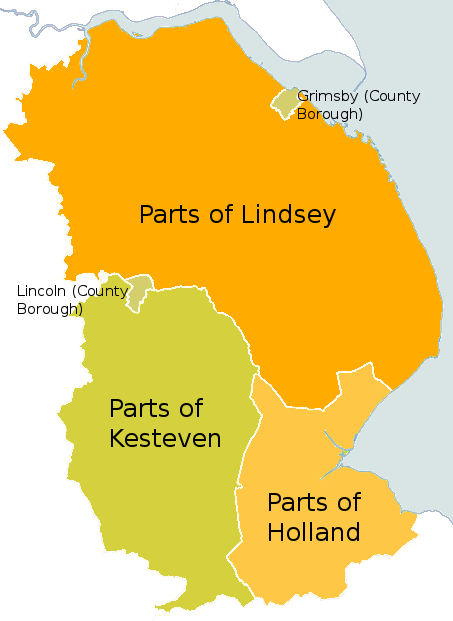
Divisions anteriors al 1965.

Lincolnshire procedeix de la unió dels territoris de l'antic regne de Lindsey amb el territori de Stamford, que havia estat sota el control del Danelaw. És per això que durant algun temps aquest comtat se l'anomenava "Lindsey", i aquest és el nom que consta al Domesday Book, escrit al segle xi. Posteriorment el nom de Lindsey es va aplicar només a la zona nord, al voltant de Lincoln, el que seria una de les tres parts de Lincolnshire, juntament amb les altres dues parts: Holland, al sud-est, i Kesteven al sud-oest. Cadascuna d'aquestes parts tenia els seus tribunals, que actuaven quatre vegades a l'any (Quarter Sessions), i administradors propis.
L'any 1888 quan es van establir els consells dels comtats d'Anglaterra, Lindsey, Holland i Kesteven van obtenir un per a cadascun, amb seus a Lincoln, Sleaford i Boston, respectivament. Aquests organismes van perdurar fins al 1974, quan Holland, Kesteven, i la major part de Lindsey van quedar unificats amb la creació del comtat administratiu de Lincolnshire. La zona nord de l'antic Lindsey, que incloïa el municipi de Scunthorpe i el de Grimsby van ser incorporats en el nou comtat de Humberside, el qual també va rebre territoris de l'Riding Est de Yorkshire.
Amb la reforma de governs locals del 1996 Humberside va quedar abolit, i les terres al sud de l'Humber van ser traspassades als districtes de Nord Lincolnshire i Nord-est Lincolnshire. Aquestes dues àrees van quedar dins el comtat de Lincolnshire per qüestions cerimonials, per exemple són representades per una mateixa persona, el Lord Lieutenant, però no comparteixen el servei de policia de Lincolnshire, sinó que reben aquest servei de les regions de Yorkshire i Humber; per altres qüestions són administrativament independents, ja que són autoritats unitàries.
La resta de districtes de Lincolnshire són: Boston, Lindsey Est, Lincoln, Kesteven Nord, Holland Sud, Kesteven Sud, i Lindsey Oest. El comtat forma part de la regió dels Midlands de l'Est.

## Poblacions

Mapa de la divisió en municipis de Lincolnshire

El comtat no metropolità de Lincolnshire no té grans àrees urbanes, a banda de Lincoln i la seva rodalia, i Boston. Tanmateix les àrees de Skegness, Ingoldmells i Chapel St Leonards (i en menor grau Sutton-on-Sea i Mablethorpe) situades al llarg de la costa, estan cada cop més urbanitzades i més poblades durant les vacances d'estiu, fins i tot emprant caravanes. Tots aquests estiuejants no són una població reflectida en els estudis censals, però s'estima que, al ple de l'estiu, ha població local augmenta fins als 100.000 residents. Això té un apreciable impacte en les infraestructures i serveis dels pobles de la costa.
La següent llista dona informació sobre les poblacions amb més habitants segons el cens del 2011:
|    | Ciutat       | Districte             | Habitants(2011) |
| -- | ------------ | --------------------- | --------------- |
| 1  | Lincoln      | Lincoln               | 119.541         |
| 2  | Grimsby      | Lincolnshire Nord-est | 88.243          |
| 3  | Scunthorpe   | Lincolnshire Nord     | 79.977          |
| 4  | Grantham     | Kesteven Sud          | 41998           |
| 5  | Boston       | Boston                | 41.340          |
| 6  | Cleethorpes  | Lincolnshire Nord-est | 39.505          |
| 7  | Spalding     | Holland Sud           | 31.588          |
| 8  | Skegness     | Lindsey Est           | 24.876          |
| 9  | Gainsborough | Lindsey Oest          | 20.842          |
| 10 | Stamford     | Kesteven Sud          | 19.701          |

## Economia
La següent taula indica l'aportació al producte interior brut, desglossat per sectors, amb valors expressats en milions de lliures esterlines. La suma dels valors parcials pot no coincidir amb el valor total degut als arrodoniments.
| any  | valor afegit brut regional | sector primari | sector secundari | sector terciari |
| ---- | -------------------------- | -------------- | ---------------- | --------------- |
| 1995 | 5.719                      | 657            | 1.769            | 3,292           |
| 2000 | 6.512                      | 452            | 2.046            | 4.013           |
| 2003 | 8.419                      | 518            | 2.518            | 5.383           |

### Negocis
Les empreses més destacades de Lincolnshire són: Lincs FM Group (emissora de ràdio), Young's Seafood (peix fresc i congelat), Openfield (llavors i fertilitzants) i Lincolnshire Co-operative (un conglomerat de diversos negocis: botigues d'alimentació, farmàcies, funeràries, floristeries, agències de viatges, que dona feina a un quart de la població).

### Agricultura

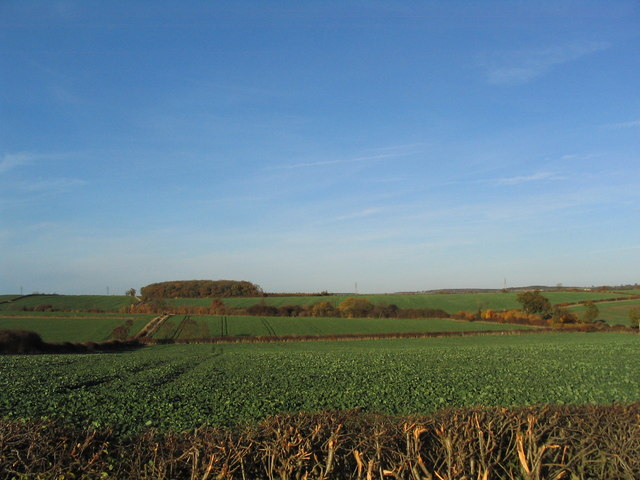
Camp de conreu a Burton Coggles.

Lincolnshire és una àrea agrícola, on es conreen grans quantitats de blat, ordi, remolatxa sucrera i colza. A Lincolnshire Sud, on el terra és particularment ric en nutrients, es conreen: patates, cols, coliflors, i cebes. A Lincolnshire Sud hi ha l'estació experimental agrícola més gran del Regne Unit, concretament a la població de Sutton Bridge, que està patrocinada per Potato Councili Sutton Bridge Crop Storage Research.
La mecanització que es va iniciar al voltant de l'any 1900 va disminuir força els llocs de treball que calia per operar en aquests grans camps de conreu. Algunes empreses es van establir a Lincoln, Gainsborough i Granthamper, per subministrar el material necessari per aquests canvis: l'empresa Richard Hornsby & Sons, i la William Foster & Co Ltd, que també feia vehicles per l'exèrcit i és famosa per haver construït el primer tanc.
Actualment els treballadors immigrants procedents de l'est d'Europa són la majoria de la mà d'obra estacional que s'encarreguen de fer la collita, en especial al sud del comtat on es produeixen petits vegetals i flors, que no poden ser collits amb maquinària. Això causa de vegades conflictes amb la població local que, a diferència d'altres comtats, està poc acostumada a l'arribada massiva de treballadors. Per altra banda, a causa dels darrers canvis climàtics, molts conreus s'han abandonat i la mà d'obra estrangera ha disminuït. Alguns immigrants són ja una mà d'obra permanent i han establert petites colònies, per exemple els portuguesos a Boston o els polonesos a Grantham.

### Turisme

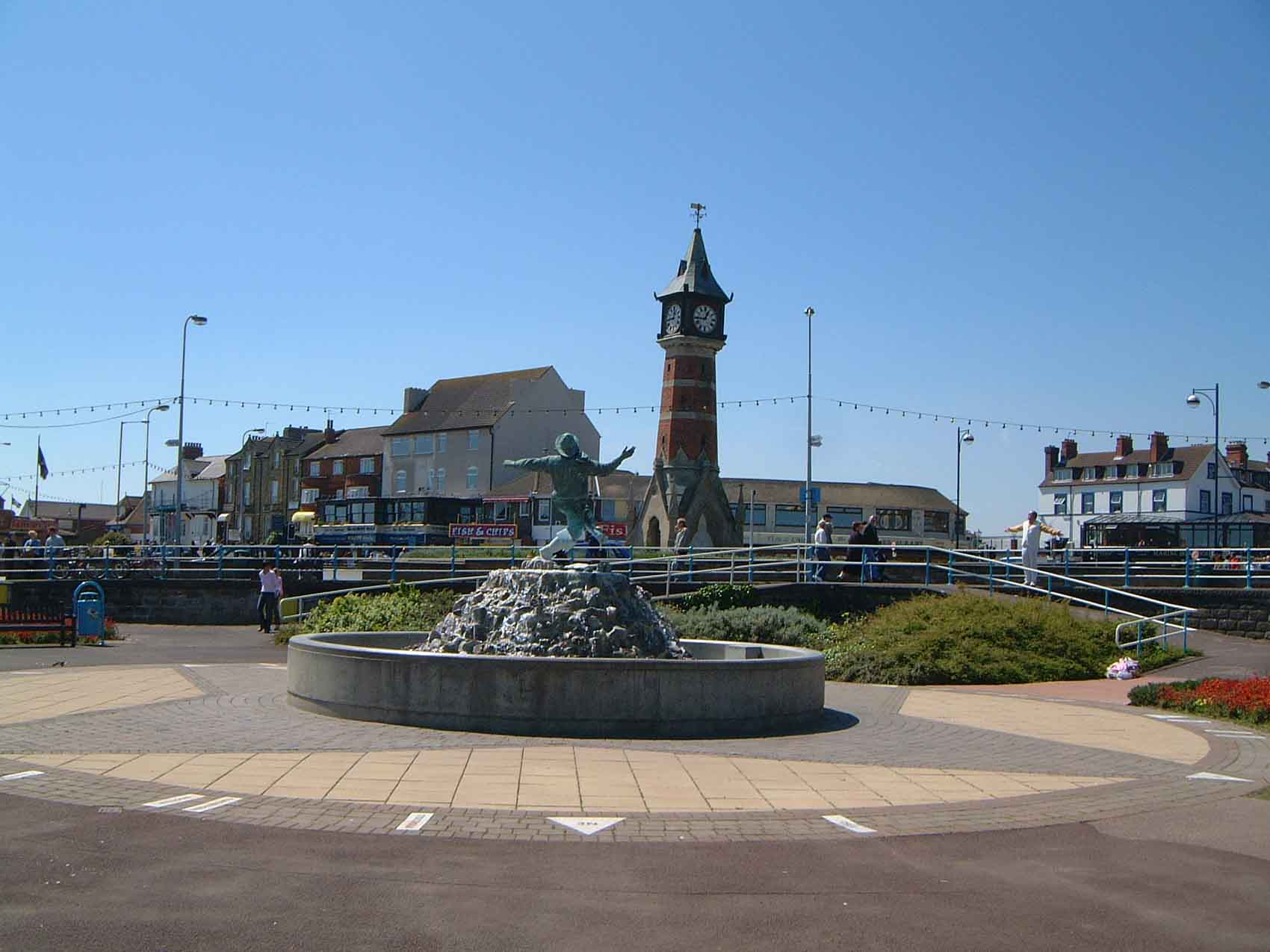
Centre de Skegness torre del rellotge i font de l'Alegre Pescador.

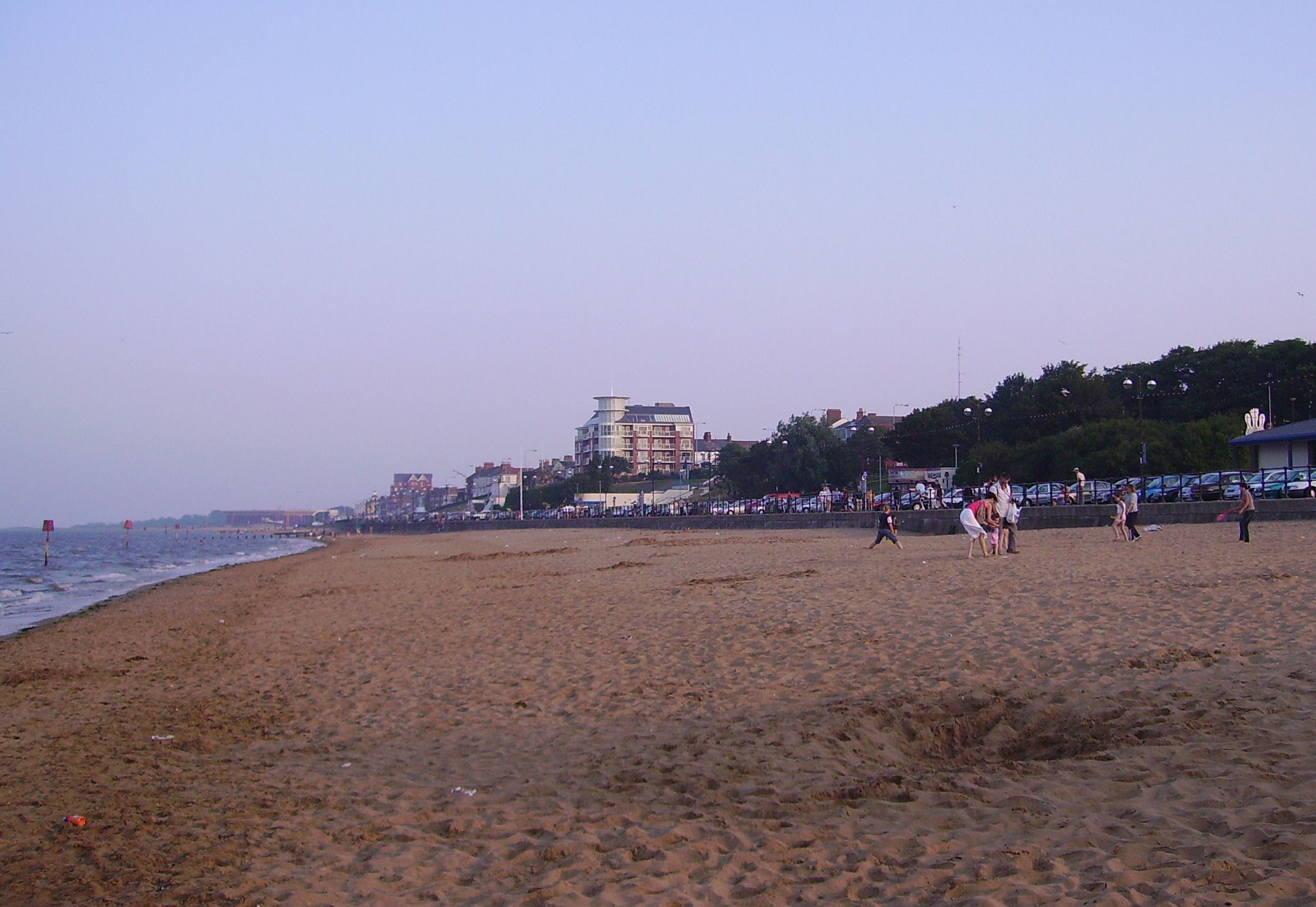
Platja de Cleethorpes.

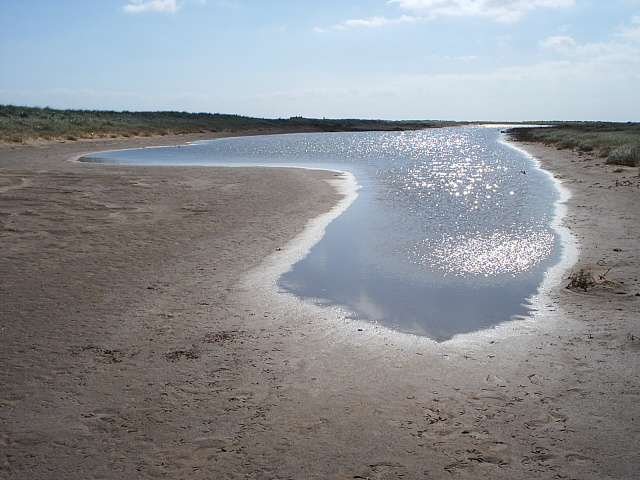
Reserva de Gibraltar Point.

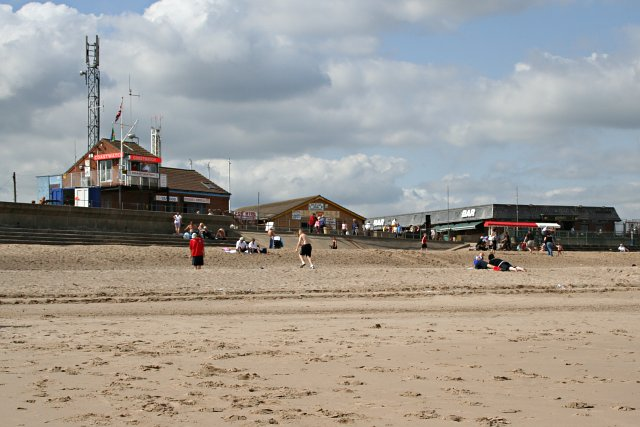
Platja d'Ingoldmells.

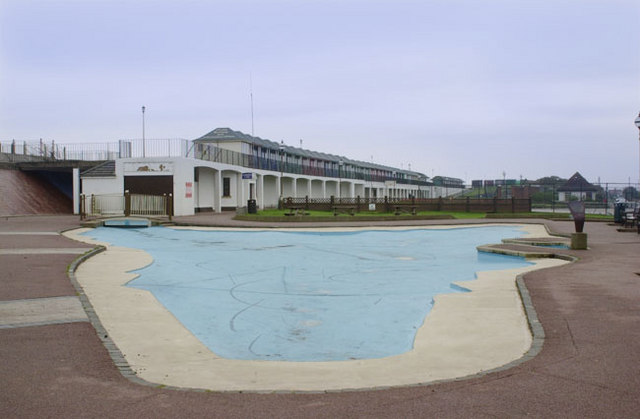
Casetes de la platja de Sutton-on-Sea.

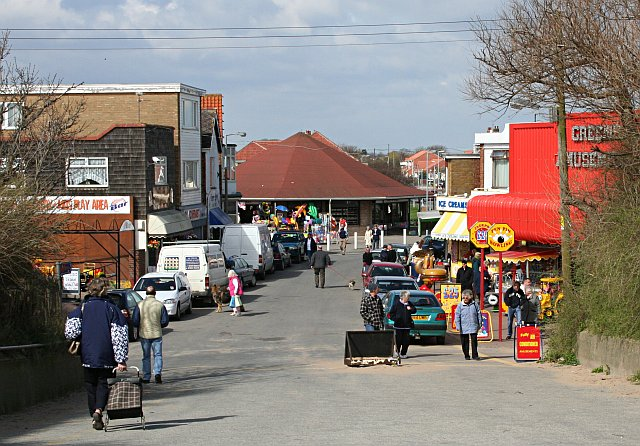
Chapel St Leonards

La majoria del turisme de Lincolnshires es localitza a les poblacions costaneres de l'est, a la zona geogràfica dels Wolds. Aquesta zona és un dels millors conjunts vacacionals del Regne Unit i atreu molts visitants de tot el país, però en especial els dels Midlands de l'Est i de Yorkshire. Hi ha tres ciutats principals i la resta són petites viles.
Una d'aquestes ciutats és Skegness, famós per l'escultura del Alegre Pescador i pel seu eslògan "Skegness és tan vigoritzant!". A continuació estan Ingoldmells i Chapel St Leonards, que formen un espai continu per a caravanes a prop de la costa i serveis per a visitants. En aquesta zona hi ha a prop de la platja: entreteniments, botigues, llocs d'acampada (Butlins Skegness), parc d'atraccions (Fantasy Island), museus (Church Farm Museum, sobre la vida tradicional del pagesos), espectacles amb animals (Natureland Seal Sanctuary), circuit de velocitat del tipus stock car (Skegness Stadium), passeig marítim (Skegness Pier) i diversos camps de golf. Hi ha bones carreteres i connexions amb autobús i ferrocarril amb la resta del comtat.
El segon gran nucli vacacional està al voltant de la ciutat de Mablethorpe, famosa per la sorra daurada de la seva platja, que enllaça amb les veïnes Trusthorpe i Sutton-on-Sea. També hi ha oferta d'activitats d'esbarjo i zona d'acampada per a caravanes, però està menys desenvolupada no hi ha tants bars de copes nocturns i els enllaços per carretera no són tan bons; és el lloc escollit pels turistes que busquen tranquil·litat i relax. L'accés per ferrocarril a aquesta zona va quedar restringit pel pla Beeching del 1963.
El tercer grup inclou la ciutat de Cleethorpes i la de Humberston, al districte de Lincolnshire Nord-est. Aquí hi ha un parc temàtic (Pleasure Island Family), un mini tren de 381 mm que fa un recorregut a prop de la costa (Cleethorpes Coast Light Railway), un passeig marítim (Cleethorpes Pier), camps de golf i llocs d'acampada per a caravanes. Cleethorpes està ben comunicada per carretera i ferrocarril, fàcilment accessible des de la M180 o des de la línia TransPennine Express que va fins a Manchester.
La natura és una atractiu per a molts turistes: al sud-est del comtat, sobretot als fenlands hi niuen diferents espècies d'ocells i es poden visitar les reserves naturals de Gibraltar Point, Saltfleetby i Theddlethorpe. La reserva natural de Donna Nook posseeix una colònia de pinnípedes. La zona dels Wolds és popular entre els aficionats al ciclisme i dels excursionistes per als quals es fa el Lincolnshire Wolds Walking Festival.

## Dialecte
Com en altres dialectes del nord d'Anglaterra i dels Midlands, es tendeix a pronunciar la vocal "a" amb el so [æ], per exemple bath es diu /ˈbæθ/, en comptes de /ˈbɑːθ/, o water, pronunciat /ˈwætər/. El so vocàlic del anglès estàndard /ʌ/ se substitueix per /ʊ/. Altres trets dialectals són:
- Transformació dels sons /eɪ/ o /iː/ del anglès estàndard, en un complex triftong que de vegades apareix escrit -air- o -yair-. Per exemple: mate, [m(j)ɛːət]; beast [b(j)ɛːəst]; tates (diminutiu de potatoes [t(j)ɛːəts].
- El diftong /oʊ/, que generalment es pronuncia [oː] al nord d'Anglaterra, a Lincolnshire es transforma en -ooa-. Per exemple, boat, [bʊːət].
- Inserció d'una /ə/ enmig el diftong de l'anglès estàndard /aʊ/.
- Al nord-est del comtat, en la rodalia de Grimsby i Immingham, es produeix el fenomen de transformació de la vocal prèvia a la "r", per exemple /ɜː(r)/ es pronuncia com /eə(r)/, igual com passa a entre els parlants de la costa est de Yorkshire i de Liverpool.
- Hi ha tot un conjunt de paraules que només es fan servir aquí o que prenen un nou significat; exemples: duck, emprat per donar ànims o saludar amistosament un company, mardy que vol dir «neguitós» o «irascible», mowt, «poderós», while «fins a», frit com a abreviació de frightened, grufty que pot voler dir «brut» o «repugnant»; i la salutació now then!? en comptes de dir hello, de vegades escrita nairn per indicar tal com es pronuncia.[16] Un resident de Woodhall Spa, Edward Peacock, irònicament una de les poblacions més allunyades del Lincolnshire rural, va publicar un diccionari amb el vocabulari propi d'aquest comtat.[17]

Un granger de la localitat de Minting, que es fa dir Farmer Wink (de nom real Robert Carlton), va guanyar un concurs de ràdio per contestar preguntes sobre el dialecte de Lincolnshire i pels vídeos que ha fet explicant la vida rural tradicional emprant aquest dialecte.

## L'exèrcit

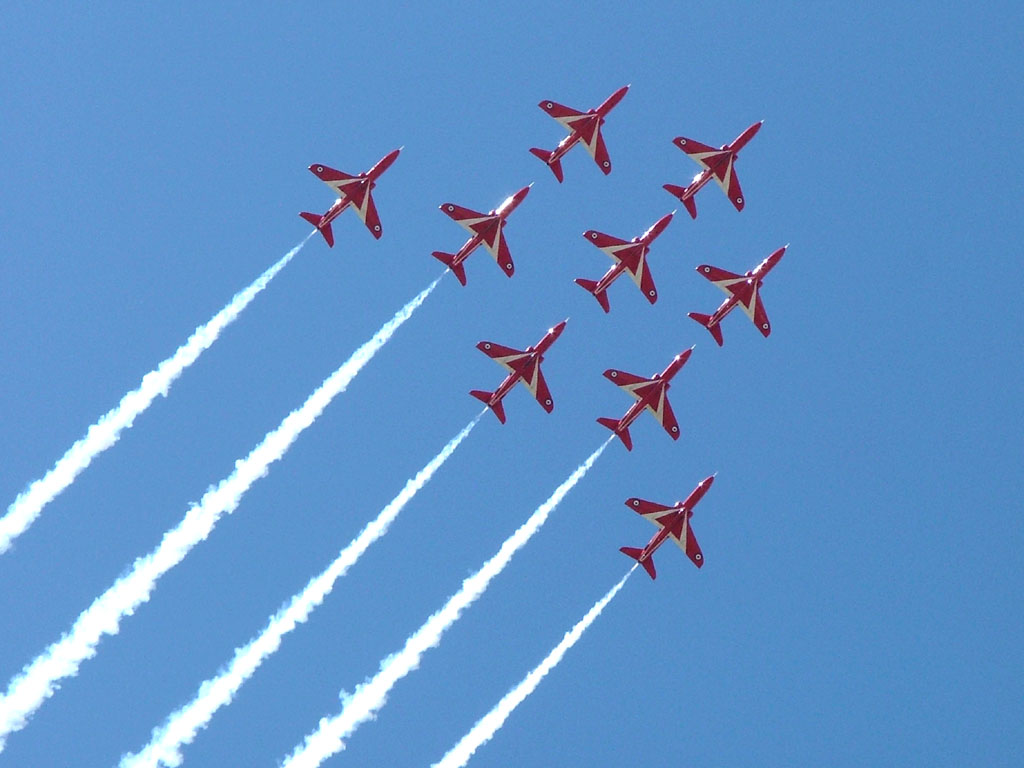
Els red arrows tenen la seva base a Scampton.

El relleu bastant pla de Lincolnshire i la baixa densitat de població fa que sigui un lloc escollit per a les instal·lacions de la RAF, que ha fet setanta bases militars, moltes de les quals estan actualment tancades però la seva presència és encara important a Coningsby, on estan els Typhoon jets, a Waddington, on hi ha el quarter general, les oficines de subministraments i un aeròdrom, a Cranwell, lloc d'entrenament d'oficials, a Scampton, on estan els Red Arrows, a Barkston Heath, on hi ha un camp d'entrenament. Altres bases menors són: la de Kirton, la de Holbeach, la de Donna Nook i la de Digby.
L'exèrcit de terra també té dues bases: una anomenada Sobraon Barracks, on està l'esquadró de logística 160 (Lincoln), i l'altra Prince William of Gloucester Barracks (Grantham), on està l'escola d'entrenament Fase 2.